# José Albi
José Albi Fita (Valência, 1922 — Xàbia, 7 de junho de 2010) foi um poeta, crítico literário e tradutor espanhol.